# Palaeotheriidae
A Palaeotheriidae az emlősök (Mammalia) osztályának a páratlanujjú patások (Perissodactyla) rendjébe tartozó fosszilis család.

## Tudnivalók
A Palaeotheriidae-fajok kihalt növényevő csoportot alkottak, amelyek rokonságban álltak a tapírokkal és az orrszarvúakkal, és lehet, hogy a lófélék ősei voltak. A család fajai csak az északi félteken éltek, 55-28 millió évvel ezelőtt. Marmagasságuk 20-75 centiméter között volt. Testtömegük fajtól függően 10-30 kilogramm között volt. Az állatok puha levelekkel, gyümölcsökkel és hajtásokkal táplálkoztak. A sűrű erdőket kedvelték.

## Rendszerezés
A fosszilis családba az alábbi nemek tartoztak:
- Anchilophus
- Lophiotherium
- Hyracotherium, más néven Eohippus
- Palaeotherium
- Propachynolophus
- Propalaeotherium

## Lelőhelyek
- Creechbarrow Hill Site, Dorset, Anglia
- Geiseltal, Mittelkohle, Zone III, Szász-Anhalt, Németország
- Messel MP 11, Hessen, Németország
- Egerkingen, Alpha & Beta fissures, Baselland, Svájc
- La Debruge, Provence-Alpes-Cote d'Azur Region, Franciaország

## Fordítás
Ez a szócikk részben vagy egészben  a   Palaeotheriidae című angol Wikipédia-szócikk fordításán alapul.  Az eredeti cikk szerkesztőit annak laptörténete sorolja fel. Ez a jelzés csupán a megfogalmazás eredetét és a szerzői jogokat jelzi, nem szolgál a cikkben szereplő információk forrásmegjelöléseként.